# 満州帝国崩壊 〜ソビエト進軍1945〜
『満州帝国崩壊 〜ソビエト進軍1945〜』（原題：Приказ: перейти границу）は、ソビエト連邦で制作された戦争映画である。監督はユーリー・イヴァンチュク(Юрий Иванчук)。1981年に公開された映画『Приказ: огонь не открывать』の続編。

## あらすじ
1945年、ソビエト連邦は大日本帝国に宣戦布告を行なった。米英中の3大国は7月26日付けで日本政府に対する降伏勧告を行なっていたが、日本側はそれを拒否したのである。しかし連合国でも日本側の拒否を視野にいれており、これ以上の犠牲者を出さない為にも早期決着を期すべくソビエト連邦に対日戦協力を仰いでいた。この求めに応じ、ソ連は対日参戦を決意したのであった。
新兵を率いて国境警備の任に着いていた主人公チホノフ少佐も、満州帝国侵攻作戦に参加する事となった。チホノフは前線で戦えるものと思い上官アルタモノフ将軍の指揮所を訪れたが、チホノフの率いる大隊はあまりにも新兵が多いという理由から主力戦車隊の支援任務に回される。チホノフ大隊の兵士らは不服ながらも命令に従い、輜重隊の車列と共に満州の砂漠地帯に進出する事になる。
やがて、チホノフたちはラマ寺院のある集落の偵察に参加する。住民は赤軍兵を歓迎する素振りをみせたものの、突然寺院からの銃撃が始まった。さらに反対側の峠を移動していた主力戦車隊は隠蔽されていた砲兵陣地からの攻撃を受けて足止めされてしまった。日本軍は無数のトーチカを連結した巨大要塞を集落の地下に建設していたのである。チホノフ大隊の将兵は、激しい銃火の中で地下要塞の破壊を試みる。

## キャスト
- パーヴェル・チホノフ少佐 - ヴラドレン・ビリュコフ（ロシア語版）
- エカテリーナ・ベリャーエワ軍医大尉 - ナタリヤ・エゴロワ（ロシア語版）
- ベデルニコフ上級中尉 - ヴィクトル・ネズナノフ（ロシア語版）
- イワン・フェドロビッチ二等兵 - バレリー・ルイシコフ(Валерий Рыжаков)
- ブトゥキン政治委員 - エルヌスト・ロマノフ（ロシア語版）
- テレンティ・シリョンキン軍曹 - アレクサンドル・ポタポフ（ロシア語版）
- デミトコフ・イェフィム戦車長 - アレクサンドル・シリン（ロシア語版）
- エドキーモフ二等兵 - ヴャチェスラフ・バラノフ（ロシア語版）
- 捕虜となる日本兵 - タルガト・ニグマトゥリン（ロシア語版）
- 日本軍に協力している羊飼い - ウラジミール・ワン＝ゾ＝リー（ロシア語版）

## スタッフ
- 脚本 - エドワルド・シム（ロシア語版）
- 監督・演出 - ユーリー・イヴァンチュク(Юрий Иванчук)
- 撮影 - ヴァレリー・ギンツブルグ（ロシア語版）
- 美術監督 - エヴゲーニイ・ガレー(Евгений Галей)
- 音楽 - マルク・ミンコフ（ロシア語版）